# Lone Wolf Mountain
Lone Wolf Mountain är ett berg i Kanada.   Det ligger i provinsen British Columbia, i den sydvästra delen av landet, 3 700 km väster om huvudstaden Ottawa. Toppen på Lone Wolf Mountain är 1 479 meter över havet, eller 774 meter över den omgivande terrängen. Bredden vid basen är 7,8 km.
Terrängen runt Lone Wolf Mountain är bergig åt nordost, men åt sydväst är den kuperad.Trakten runt Lone Wolf Mountain är nära nog obefolkad, med mindre än två invånare per kvadratkilometer.. Det finns inga samhällen i närheten.
I omgivningarna runt Lone Wolf Mountain växer i huvudsak barrskog.